# Батогу (Бузау)
Батогу (рум. Batogu) насеље је у Румунији у округу Бузау у општини Мурђешти. Oпштина се налази на надморској висини од 277 m.

## Становништво
Према подацима из 2002. године у насељу је живело 97 становника, од којих су сви румунске националности.